# Ana Bella Estévez
Ana Bella Estévez (Sevilla, 27 de agosto de 1972) es una activista española contra la violencia de género. Tras sufrir malos tratos por parte de su marido creó la "Fundación Ana Bella para la Ayuda a mujeres maltratadas y madres separadas", una entidad sin ánimo de lucro que ofrece ayuda y apoyo a las víctimas de violencia de género. Fue seleccionada Emprendedora Social de Ashoka en 2010, y en 2012 creó la Escuela Ana Bella para el Empoderamiento de la Mujer. Ana Bella fue elegida como una de las 10 mujeres líderes en el sector social en España por la revista Mujer&Cía en noviembre de 2012. En 2014, obtuvo el premio de Innovación Social Vision Award en Berlín.

## Trayectoria contra la violencia de género
Ana Bella Estévez se casó con 18 años y durante once años, sufrió malos tratos psicológicos y físicos por parte de su marido, del que huyó con sus cuatro hijos. Tras ingresar en una casa de acogida y denunciar su experiencia, comenzó a ofrecer su testimonio personal en programas de televisión y radio.

### Iniciativas
En mayo de 2006, Ana Bella Estévez creó la Fundación Ana Bella. En 2007, fundó la empresa Servicios Integrales Solidarios, a través de la cual ha proporcionado oportunidades laborales a más de 120 supervivientes de violencia de género. Gracias a esta empresa obtuvo el Premio Mujer Emprendedora 2009 de la Fundación Pública Andalucía Emprende; por otro lado, el Momentum Project (formado por entidades como ESADE, BBVA y PWC) la ha considerado una de las empresas sociales más prometedoras de 2011.
La fundación internacional Ashoka seleccionó a Ana Bella como Emprendedora Social en España del año 2010. Un año más tarde, aparecía en el diario El País como una de las 100 protagonistas mundiales del año en la sección «Líderes».
Ana Bella creó también la Escuela Ana Bella para el Empoderamiento de la Mujer, gracias al apoyo del Fondo Social Danone y de Momentum Task Force.

### Otras actividades
Ana Bella aporta su experiencia personal en lobbies dedicados a la elaboración de protocolos específicos para el ámbito de la violencia de género. Entre otros, ha intervenido en el Grupo de Trabajo del Parlamento, en el protocolo de actuación en centros de acogida de la Comunidad de Madrid y en el proyecto europeo SOS-VICS para la formación a intérpretes de víctimas de violencia de género. También ha sido ponente en foros nacionales e internacionales como el AECOC, el EVE o el Congreso Mundial de Casas de Acogida, celebrado en Washington en 2012, en el que Valerie Jarret, consejera del presidente estadounidense Barack Obama, la mencionó como ejemplo a seguir en la lucha mundial contra la violencia de género. 
Ana Bella inició la Red de Mujeres Supervivientes en el año 2002, en la que se enmarcan la Fundación Ana Bella, la empresa Servicios Integrales Solidarios y la Escuela Ana Bella.  
En 2017 creó el grupo de Facebook Red de Mujeres Ana Bella, donde más de 30.000 mujeres participan y son apoyadas a diario.  

## Premios y reconocimientos
Entre los reconocimientos obtenidos la fundación internacional Ashoka la seleccionó como Emprendedora Social de España en 2010; la revista Mujer & Cía la eligió como una de las top 10 mujeres líderes en el sector social del país; y, en 2014, pasó a formar parte del Panel de Expertas de España contra la desigualdad.
- ￼Nombrada de las 100 personas más influyentes de Andalucía en 2024
- Innovación Social Vision Awards, Berlín (2014)
- Premio Meridiana (2021)
- Mejor proyecto de cocreación con impacto social y económico de Europa (Ashoka Changemaker - Zermatt Summit, 2014)
- Premio Becas Talentia (2013)
- Reconocimiento del Ministerio de Sanidad, Servicios Sociales e Igualdad (2013)
- Premio Fundación Seres (2013)
- Premio contra la Violencia Ayuntamiento de Pinto (2013)
- Premio Solidaridad a los Mejores Cambios 2013 de Cambio 16 (2013)
- Premio a la Sostenibilidad Danone (2013)
- Premio al Mejor Proveedor de Servicios Danone (2012)
- Premio del Observatorio contra la Violencia de Género (2012)
- VIII Premio Estatal Isonomía contra la violencia de género (2012)
- Premio Mujer Maginaria Ayuntamiento de Sevilla (2011)
- Premio Julia Mayoral (2010)
- Premio Solidaridad ONG África Arcoíris (2010)
- Premio Mujer Emprendedora Andalucía (2009)
- Medalla de Oro contra la violencia de género, Ayuntamiento de Almería (2009)
- Premio Mujer Empresaria, Ayuntamiento de Ginés (2008)
- Premio Inclusión Social Fundación Caja San Fernando (2007)[8]
- Medalla de Andalucía (2020)